# Polina Astakhova
Polina Grigorievna Astakhova (en russe : Полина Григорьевна Астахова), née le 30 octobre 1936 à Zaporijia en République socialiste soviétique d'Ukraine et morte le 5 août 2005 à Kiev en Ukraine, est une gymnaste soviétique puis ukrainienne. Elle a remporté dix médailles (cinq d'or, deux d'argent et trois de bronze) aux Jeux olympiques de 1956, 1960 et 1964, au sein de l'équipe soviétique.

## Biographie
Polina Astakhova commence à s'intéresser à la gymnastique artistique à l'âge de 13 ans, après avoir regardé des championnats de gymnastique à Donetsk, où sa famille vient de s'installer. Elle s'entraîne au Shakhtyor, le club de gymnastique local. Son entraîneur est le renommé Vladimir Alieksandrovitch Smirnov.
Sa grâce exceptionnelle lui vaut le surnom de "bouleau russe" dans les pays occidentaux. Aux Jeux olympiques de 1960, les journalistes italiens l'appellent même Madonna. De 1956 à 1966, elle domine de nombreuses compétitions nationales et internationales,en particulier aux barres asymétriques. Elle est membre de l'équipe soviétique de gymnastique de 1955 à 1968.
En 1954, Astakhova participait pour la première fois aux championnats d'Union Soviétique et un an elle faisait partie de l'équipe nationale d'URSS des Jeux olympiques de 1956. Elle était la plus jeune membre de l'équipe et a contribué à la victoire dans la compétition par équipes. Aux Jeux olympiques de 1960 à Rome, elle menait au concours général individuel mais perdait un point à la suite d'une chute à la poutre, qui était la septième des huit épreuves. Elle a été très déçue par cet incident ne concouru plus le reste de l'année même si à Rome, elle avait quand même remporté l'or dans la compétition par équipes et aux barres asymétriques, l'argent au sol et le bronze dans le concours général individuel. Elle récupéra après les championnats d'Europe de 1961, où elle remportait deux titres, aux barres asymétriques et à la poutre. Aux Jeux olympiques d'été de 1964, Astakhova contribuait à la victoire dans la compétition par équipes et remportait encore le titre aux barres asymétriques. Elle devenait vice-championne olympique au sol et obtenait encore une médaille de bronze au concours général individuel.
Après avoir fini sa carrière, elle a travaillé depuis 1972 comme entraîneuse dans la RSS d'Ukraine pendant un certain temps. En 2002, elle a été intronisée à l'International Gymnastics Hall of Fame. Astakhova a passé les dernières années de sa vie à Kiev, en Ukraine, avant de mourir à 68 ans.

## Palmarès

### Jeux olympiques
- Melbourne 1956
  -  médaille d'or au concours par équipes
  - 17e au concours général individuel
  -  médaille de bronze aux appareils par équipes

- Rome 1960
  -  médaille d'or au concours par équipes
  -  médaille de bronze au concours général individuel
  - 6e au saut de cheval
  -  médaille d'or aux barres asymétriques
  -  médaille d'argent au sol

- Tokyo 1964
  -  mMédaille d'or au concours par équipes
  -  médaille de bronze au concours général individuel
  -  médaille d'or aux barres asymétriques
  - 4e à la poutre
  -  médaille d'argent au sol

### Championnats du monde
- Moscou 1958
  -  médaille d'or au concours par équipes
  - 7e au concours général individuel
  -  médaille de bronze aux barres asymétriques

- Prague 1962
  -  médaille d'or au concours par équipes
  - 8e au concours général individuel
  - 4e aux barres asymétriques
  - 4e au sol

- Dortmund 1966
  -  médaille d'argent au concours par équipes
  - 13e au concours général individuel
  - 5e aux barres asymétriques

### Championnats d'Europe
- Cracovie 1959
  - 7e au concours général individuel
  -  médaille d'or aux barres asymétriques
  -  médaille d'or au sol

- Leipzig 1961
  -  médaille d'argent au concours général individuel
  -  médaille d'or aux barres asymétriques
  -  médaille d'or à la poutre
  -  médaille d'argent au sol

## Sources
- (en) Cet article est partiellement ou en totalité issu de l’article de Wikipédia en anglais intitulé « Polina Astakhova » (voir la liste des auteurs).